# 狄克·密契森
狄克·密契森（英語：Dick Mitchison，全称密契森男爵吉尔伯特·理查德·密契森，Gilbert Richard Mitchison, Baron Mitchison，1894年3月23日—1970年2月14日）是一位英国贵族和工黨政治家。

## 个人生活
狄克·密契森的妻子是作家内奥米·密契森，娘家姓“霍尔丹”，是生理学家约翰·斯科特·霍尔丹之女，遗传和进化生物学家J·B·S·霍尔丹的妹妹。他的长子是细菌学家丹尼斯·密契森，次子是动物学家默多克·密契森，三子是动物免疫学家阿夫里奥·密契森，孙辈中包括细胞生物学家蒂姆·密契森和汉娜·M·密契森。